# Malcolm Smith
Malcolm Smith (Northridge, 5 luglio 1989) è un ex giocatore di football americano statunitense che ha militato nel ruolo di linebacker nella National Football League (NFL).
Smith al college giocò a football per gli USC Trojans e fu scelto nel Draft NFL 2011 dai Seattle Seahawks nel corso del settimo giro.. Il 2 febbraio 2014 fu premiato come MVP del Super Bowl XLVIII in cui ritornò un intercetto su Peyton Manning per 69 yard in touchdown.

## Carriera

### Seattle Seahawks
Smith fu scelto come 242º assoluto nel settimo giro del Draft 2011 dai Seattle Seahawks. Nella sua stagione da rookie giocò in totale 12 partite, non partendo mai come titolare. Nella gara di debutto della stagione 2011 dei Seahawks, egli mise a segno i primi due tackle in carriera. A fine stagione, Smith fece registrare 16 tackle e un sack su Joe Flacco nella vittoria della decima settimana sui Baltimore Ravens.

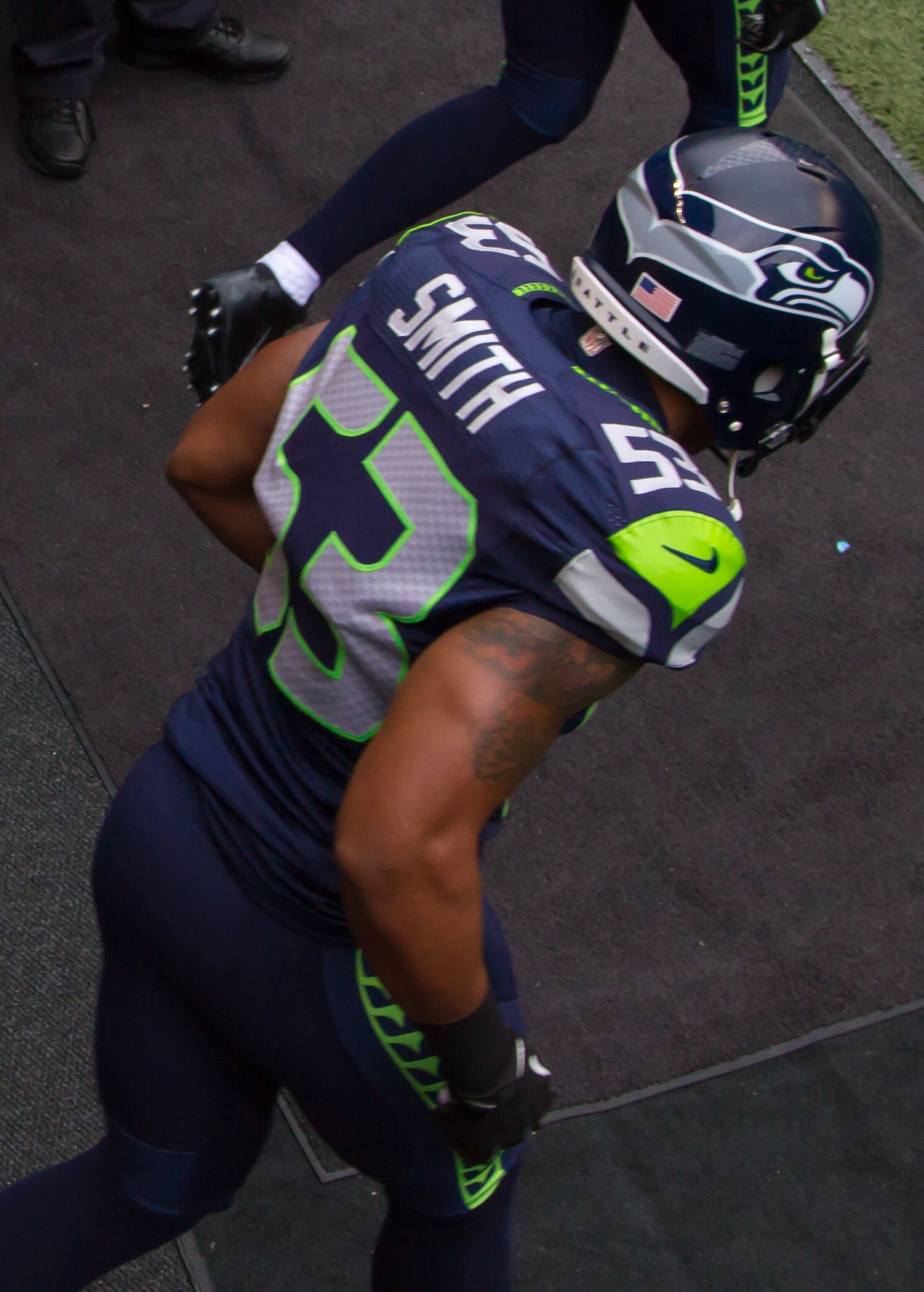
Smith il 29 dicembre 2013.

Nella stagione 2012, Smith disputò tutte le 16 partite, incluse tre come titolare, mettendo a segno 22 tackle.
Nella settimana 7 della stagione 2013, Smith guidò Seattle con 8 tackle e un sack nella vittoria sugli Arizona Cardinals. Nella settimana 16, di nuovo contro i Cardinals, mise a segno il primo intercetto in carriera ai danni di Carson Palmer. La domenica successiva ritornò un intercetto su Kellen Clemens dei St. Louis Rams per 37 yard segnando il suo primo touchdown in carriera.
Il 19 gennaio 2014, nella finale della NFC, i Seahawks in casa batterono i rivali di division dei 49ers qualificandosi per il secondo Super Bowl della loro storia. Smith fu decisivo nell'ultima azione della gara quando, a 30 secondi dal termine, intercettò un passaggio di Colin Kaepernick diretto a Michael Crabtree dopo che questo era stato deviato dal compagno Richard Sherman.
Il 2 febbraio 2014, nel Super Bowl XLVIII contro i Denver Broncos, Seattle dominò dall'inizio alla fine della partita, vincendo per 43-8.  Smith nel secondo quarto intercettò un passaggio di Peyton Manning ritornandolo per 69 yard in touchdown. Più avanti recuperò anche un fumble di Demaryius Thomas, terminando con 9 tackle e il premio di miglior giocatore della partita. Fu il primo difensore a vincere il riconoscimento da Dexter Jackson nel Super Bowl XXXVII.
Nella settimana 7 della stagione 2014, complice l'infortunio di Bobby Wagner, Smith trovò maggiore spazio rispetto all'inizio di stagione, guidando la sua squadra con 10 tackle e un fumble forzato contro i Rams. La sua annata si chiuse con 37 tackle e 2 fumble forzati in 14 presenze, 5 delle quali come titolare.

### Oakland Raiders
Il 10 marzo 2015, Smith firmò con gli Oakland Raiders, con cui nella prima stagione stabilì i nuovi primati personali in tackle (122, leader della squadra), sack (4,0) e passaggi deviati (6), disputando per la prima volta tutte le 16 partite come titolare.

### San Francisco 49ers
Il 10 marzo 2017, Smith firmò con i San Francisco 49ers. Iniziò il training camp come outside linebacker ma vide la competizione del rookie scelto nel primo giro Reuben Foster. Il 5 agosto 2017 si infortunò a un muscolo del petto durante un allenamento tenuto al Levi's Stadium. Due giorni dopo fu inserito in lista infortunati, rimanendovi per tutta la stagione.
Il 27 agosto 2019, Smith fu svincolato dai 49ers.

### Jacksonville Jaguars
Il 22 ottobre 2019, Smith firmò con i Jacksonville Jaguars. Fu svincolato il 5 novembre dopo avere disputato due partite.

### Cleveland Browns

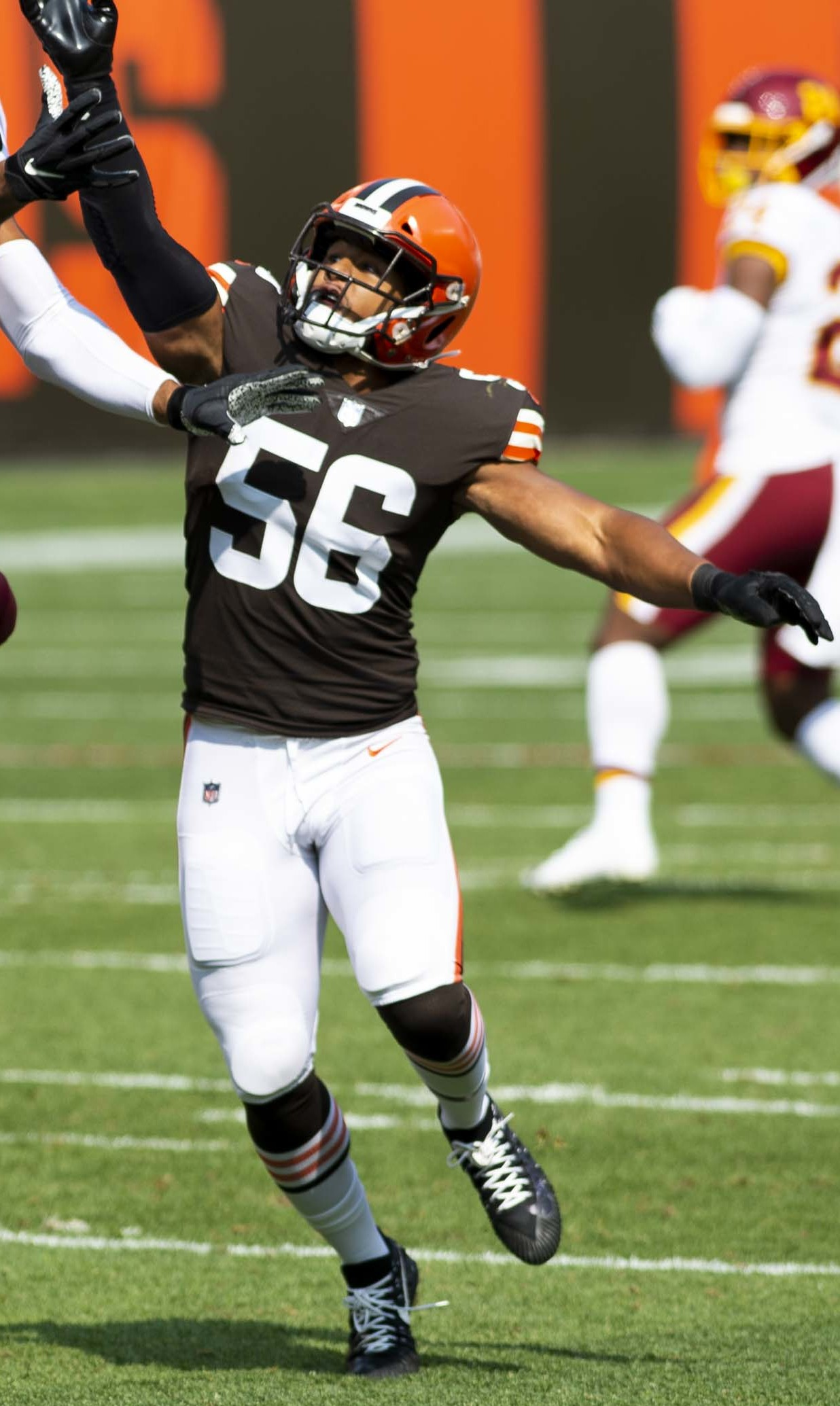
Smith con i Browns

Il 24 agosto 2020 Smith firmò con i Cleveland Browns. Nella settimana 3 contro il Washington Football Team fece registrare il suo primo intercetto dal 2016. Fu inserito nella lista riserve/COVID-19 il 31 dicembre 2020, e tornò nel roster attivo il 9 gennaio 2021. Nel 2020 disputò 15 partite, di cui 4 come titolare, con 72 placcaggi (quarto nella squadra), un sack, un intercetto, due passaggi deviati e un fumble forzato.
Smith rifirmò con i Browns il 18 marzo 2021. Nell'ultima stagione in carriera disputò 15 partite, di cui 6 come titolare, facendo registrare 51 tackle, 2 intercetti e 5 passaggi deviati.

## Palmarès

### Franchigia
- Super Bowl : 1

Seattle Seahawks: Super Bowl XLVIII
- National Football Conference Championship: 2

Seattle Seahawks: 2013, 2014

### Individuale
- MVP del Super Bowl: 1

2013